# Nesrin Sipahi
Nesrin Akçan Sipahi, właśc. Zehra Nesrin Sipahi (ur. 29 listopada 1934 w Bakırköy w Turcji) – wokalistka turecka pochodzenia krymskotatarskiego, wykonująca turecką muzykę klasyczną.

## Życiorys
Nesrin Akçan przyszła na świat 29 listopada 1934 roku w dzielnicy Yeşilköy w Bakırköy – dystrykcie Stambułu. Jej ojciec, Adile-Yunusa Akçan, był pochodzenia krymskotatarskiego. Bracia – Nihat Akçan i Çetin Akçan są aktorami teatralnymi.
Po ukończeniu szkoły podstawowej uczęszczała na kurs mody i krawiectwa w szkole artystycznej oraz do szkoły amerykańskiej, by uczyć się języka angielskiego.
W wieku lat 16, w 1951, wyszła za mąż, małżeństwo to jednak okazało się krótkotrwałe. Swojego drugiego męża, Hasana Aldemira Sipahi, poślubiła 23 stycznia 1957. Mają dwóch synów.

## Kariera muzyczna
Początkowo zajmowała się muzyką zachodnią. W tym czasie jej mentor, Ahmet Nuri Canaydın, namówił ją na ubieganie się o staż w Radio Istanbul. W 1953 została zaś stałą artystką w Ankara Radio, uważanym ówcześnie za Tureckie Konserwatorium Muzyczne.
W 1957 ukazała się jej pierwsza płyta – Bir rüzgârdır gelip geçer sanmıştım (na płycie 78-obrotowej).
W 1959 odbyła 3-częściowy koncert w teatrze Ankara-Buyuk. Po odbyciu kilku koncertów w Anatolii, zaczęła pracować w kasynie Ankara Göl.
Rozwijała także karierę międzynarodową. Odbywała koncerty w USA, Niemczech, Francji, Maroko, Tunezji, Syrii, Jordanie, Egipcie, Kanadzie, Australii, Hiszpanii i Cyprze. W 1971, podczas 37-dniowego tournee po krajach ZSRR, śpiewała utwory zarówno po turecku, jak i w językach rosyjskim, ormiańskim i azerbejdżańskim.
Wystąpiła jako aktorka w jednym filmie, był to turecki film z 1965 r. – Kalbimdeki serseri, w którym grała główną rolę kobiecą.
Nagrała ponad 400 płyt lub singli zarówno z muzyką turecką, jak i zachodnią.

## Nagrody
Wiele z płyt Sipahi otrzymało status złotej płyty.
W 1998 tureckie Ministerstwo Kultury przyznało jej tytuł Devlet sanatçısı (Artysty państwowego).
W 2016 otrzymała nagrodę tureckiego Ministerstwa Kultury i Turystyki.